# Ligue gaélique
Pour les articles homonymes, voir Ligue.
La Ligue gaélique (en irlandais : Conradh na Gaeilge, /ˈkɔn̪ˠɾˠə nə ˈɡeːlʲɟə/) est un mouvement culturel irlandais, fondé en 1893 par Douglas Hyde. Son objectif principal est de promouvoir le renouveau de la langue irlandaise, alors en voie de disparition depuis la colonisation de l'île par les rois d'Angleterre. Cette action s'inscrit dans le courant nationaliste de la fin du XIXe siècle en Irlande.

## Histoire

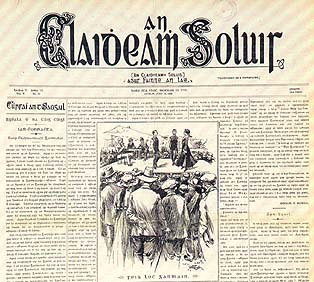
Un numéro dAn Claidheamh Soluis.

La Ligue gaélique est fondée le 31 juillet 1893. Le fondateur principal est Douglas Hyde, qui sera le premier président de la République de l'Irlande. Parmi les autres fondateurs, on compte Eoghan Ó Gramhnaigh, Eoin Mac Néill et Thomas O'Neill Russell (en). La Ligue gaélique publie alors deux périodiques : Irisleabhar na Gaedhilge (littéralement « Journal de l'irlandais ») et An Claidheamh Soluis (littéralement « l'Épée de la lumière »). Sa devise est Sinn féin, sinn féin amháin, littéralement « Nous-mêmes, nous-mêmes seulement ».
La Ligue gaélique, différente des autres organisations nationalistes irlandaises, permet la participation des femmes dès ses débuts. L'une de ses participantes féminines célèbres est la dramaturge Isabella Augusta Gregory,. Par ailleurs, la Ligue gaélique attire beaucoup de nationalistes, bien qu'elle ne soit pas une organisation politique.
En 1922, après la fondation de l'État libre d'Irlande, la langue irlandaise devient matière obligatoire de toutes les écoles publiques. La Ligue gaélique devient moins important politiquement. Mais elle reste importante en tant qu'organisation culturelle. Après la dissolution d'An Claidheamh Soluis en 1931, la Ligue gaélique fonde un nouveau journal,  Feasta (en) (littéralement « Aujourd'hui »), qui produit des critiques des idées, de la littérature, de la politique et de la science irlandaises. Feasta est encore publié de nos jours.
En 2005, grâce à une pétition lancée par la Ligue gaélique et par des autres organisations, la langue irlandaise est faite langue officielle de l'Union européenne.

### Liens - Ireland (Naisc - Craobhacha i nEireann)
- Club Chonradh, BAC (Dublin)
- Gaillimh  (Galway)
- Comharchumann Oileán Árainn Mhóir (Aran)
- Muscraí  (Co. Cork)
- Beal Feirste (Belfast)

### Liens – International  (Naisc - Craobhacha idirnáisiúnta)
- Sasana Nua (New England)
- Nua Eabhrac (New York)
- Boston
- New Jersey
- Milwaukee
- Detroit
- Minnesota
- Friendship Branch, Dallas/Fort Worth, Texas)
- Thír na gCnoc, Austin, Texas
- San Francisco
- An Astráil (Australia)